# Pokolj u Ivancima
Pokolj u Ivancima bio je nacistički ratni zločin potpunog uništenja naselja Ivanci u istočnoj Hrvatskoj 30. studenog 1943., pretežno naseljenoga Srbima. U razdoblju Drugog svjetskog rata u Jugoslaviji selo Ivanci postalo je jedno od važnih središte partizanskog djelovanja u Srijemu s mjesnim ograncima Antifašističkog fronta žena i SKOJ-a. Zločin u Ivancima organizirale su i izravno provele njemačke snage kao oblik kolektivnog kažnjavanja mještana. U pola sata ubijeno je 73 mještana dok je naselje u potpunosti uništeno. Preživjeli mještani Ivanaca pronašli su spas u Šidskim Banovcima, Tovarniku i Ilači.
Selo Ivanci poslije Drugog svjetskog rata nije ponovno naseljeno. 1956. godine sagrađeno je spomen-područje u starom selu, ali je uništeno 1991. u ranoj fazi Domovinskog rata. U selu Banovci 2012. godine je osnovana nevladina organizacija „Ivanci”, radi rekonstrukcije spomenika u spomen-području, kao i prikupljanja materijala za objavljivanje monografije i organizaciju komemoracija. Danas se neobnovljeno spomen područje nalazi na području Općine Tovarnik.